# Davvero (singolo)
Davvero è il primo singolo del cantautore Virginio Simonelli, estratto dall'omonimo EP e dall'album d'esordio Virginio, pubblicato il 3 marzo 2006 dall'Universal Music. Il brano, che racconta un rapporto difficile tra padre e figlio, è stato presentato al Festival di Sanremo 2006, non riuscendo però ad accedere in finale. Il testo del brano è stato scritto da Virginio, mentre la musica dallo stesso Simonelli e da Paolo Agosta.

## Il video
Il video musicale di Davvero è stato diretto da Cosimo Alemà e prodotto dall'agenzia The Mob.

## Tracce EP[4]
CD Singolo
1. Davvero – 3:39 (testo: Virginio Simonelli – musica: Virginio Simonelli, Paolo Agosta)
2. L'immenso (versione acustica) – 4:20 (testo: Virginio Simonelli – musica: Virginio Simonelli, Paolo Agosta)
3. Davvero (versione strumentale) – 3:39 (musica: Virginio Simonelli, Paolo Agosta)

## Classifiche
| Classifica (2011) | Posizione massima |
| ----------------- | ----------------- |
| Italia            | 92                |